# Santa María de Ferroy
Ferroy (llamada oficialmente Santa María de Ferroi) es una parroquia española del municipio de Guntín, en la provincia de Lugo, Galicia.

## Otras denominaciones
La parroquia también es conocida por el nombre de Santa María de Ferroy.

## Organización territorial
La parroquia está formada por cuatro entidades de población:
- Agra (A Agra)
- Arriba (A Riba)
- Moreiras
- Nogueiras

## Demografía
| Gráfica de evolución demográfica de Ferroy entre 2000 y 2020 |
|                                                              |
| Datos según el nomenclátor publicado por el INE.             |